# Château de Belloy-Saint-Léonard
Le château de Belloy-Saint-Léonard est une propriété privée située sur le territoire de la commune de Belloy-Saint-Léonard, dans le département de la Somme à l'ouest d'Amiens.

## Historique
La seigneurie de Belloy fut réunie à celle de Saint-Liénard (Saint-Léonard) vers 1375, par le mariage d'Enguerran de Belloy avec Jeanne de Saint-Liénard. À la fin du XVIIe siècle, François de Belloy-Saint Léonard vendit la seigneurie à Gabriel Roussel. Jacques Roussel de Belloy, trésorier de France, fit bâtir le château actuel à la fin du XVIIIe siècle. 
Au XIXe siècle, le château passe par mariage à la famille Morgan de Belloy et vers 1890, par héritage, au comte Adrien de Hauteclocque.
C'est dans cette demeure que naquit, le 22 novembre 1902, l'un des enfants de ce dernier, Philippe de Hautecloque, le futur maréchal Leclerc.
Le château est inscrit aux monuments historiques par arrêté du 10 octobre 1986.
Il consiste aussi en un parc de neuf hectares autour du château et une forêt privée de 100 ha ouverte à tous, sous conditions indiquées au portail.
Le château est depuis 2021 un lieu d'accueil pour séminaires d'entreprises.

## Caractéristiques
Le château et ses dépendances sont construits en pierre blanche. Il est composé d'un long corps de logis de plan rectangulaire, terminé par deux ailes en retour d'équerre peu saillantes. Il s'élève sur trois niveaux dont l'un sous les combles. L'avant-corps central de la façade principale est surmonté d'un fronton triangulaire orné des armes sculptées des Roussel de Belloy.

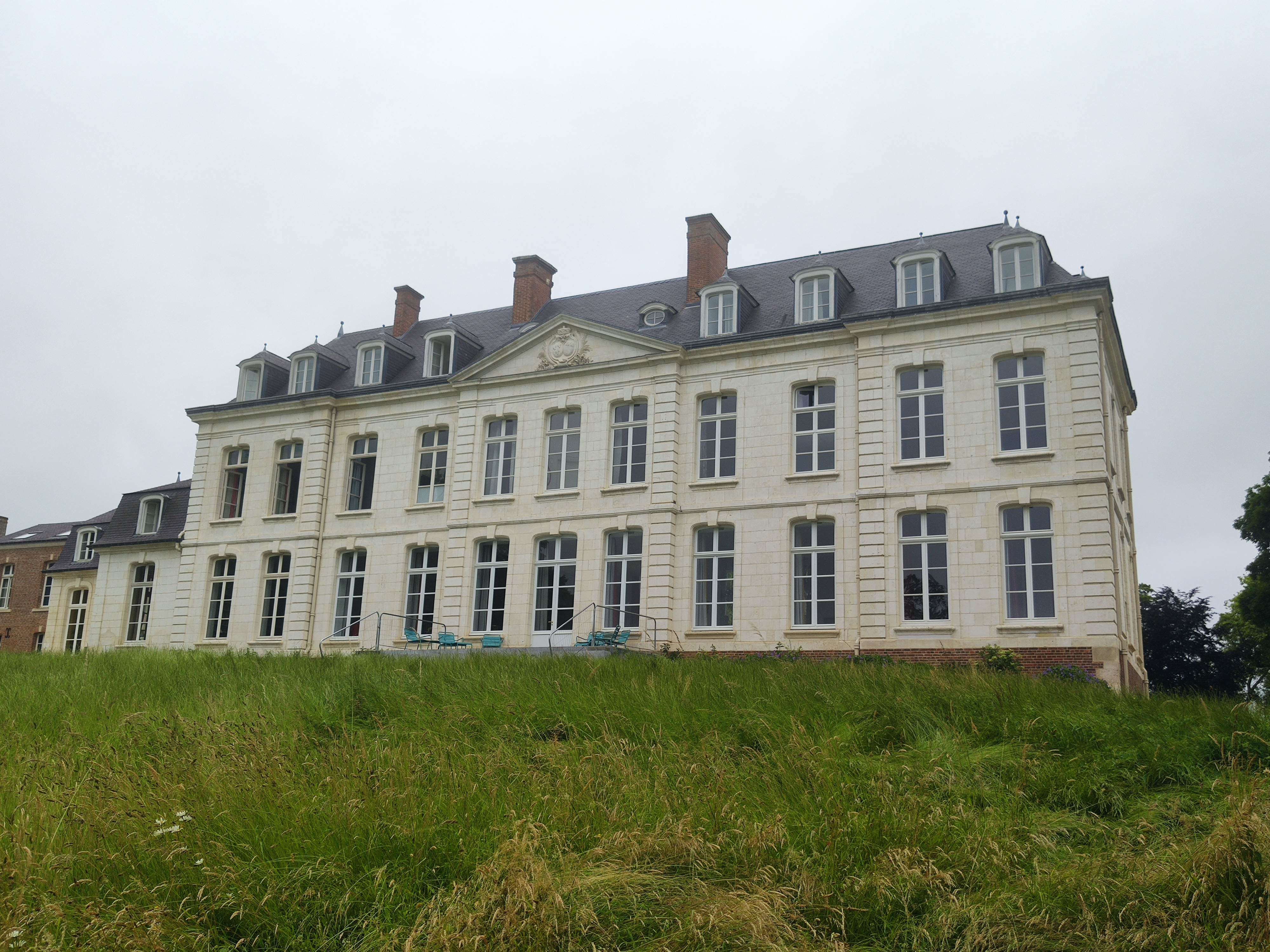
Façade arrière.
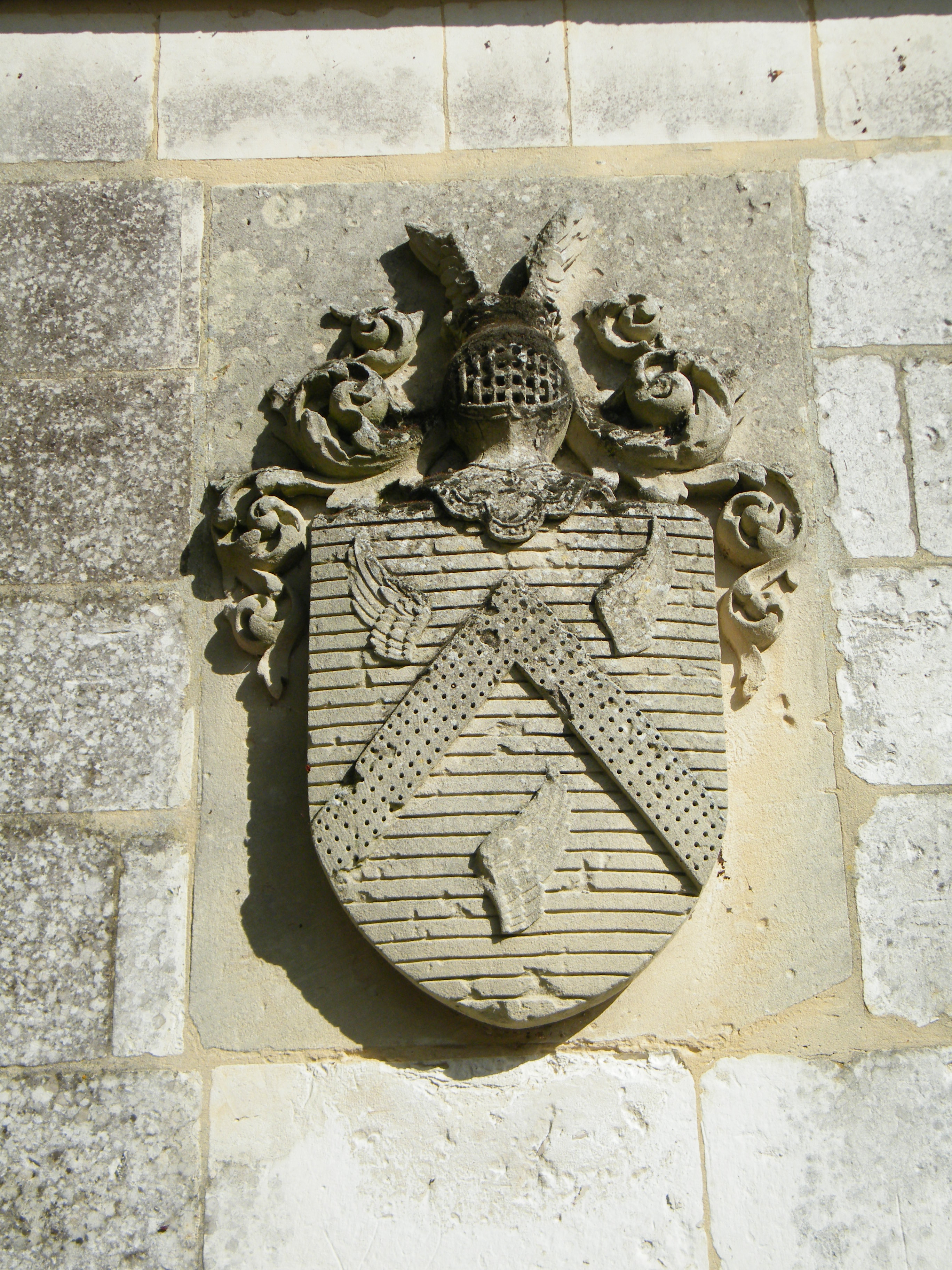
Armoiries.
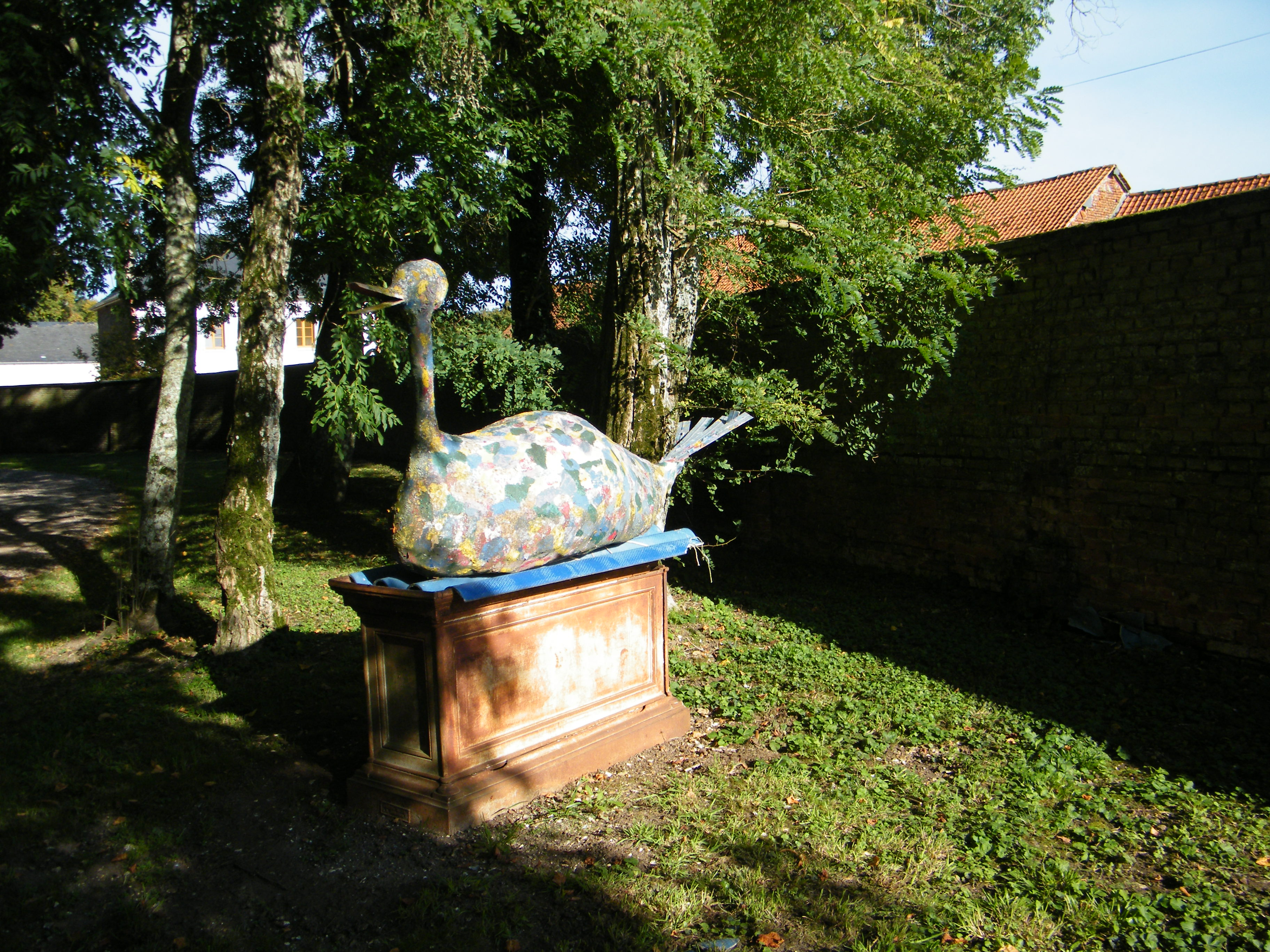
Décoration à l'entrée.
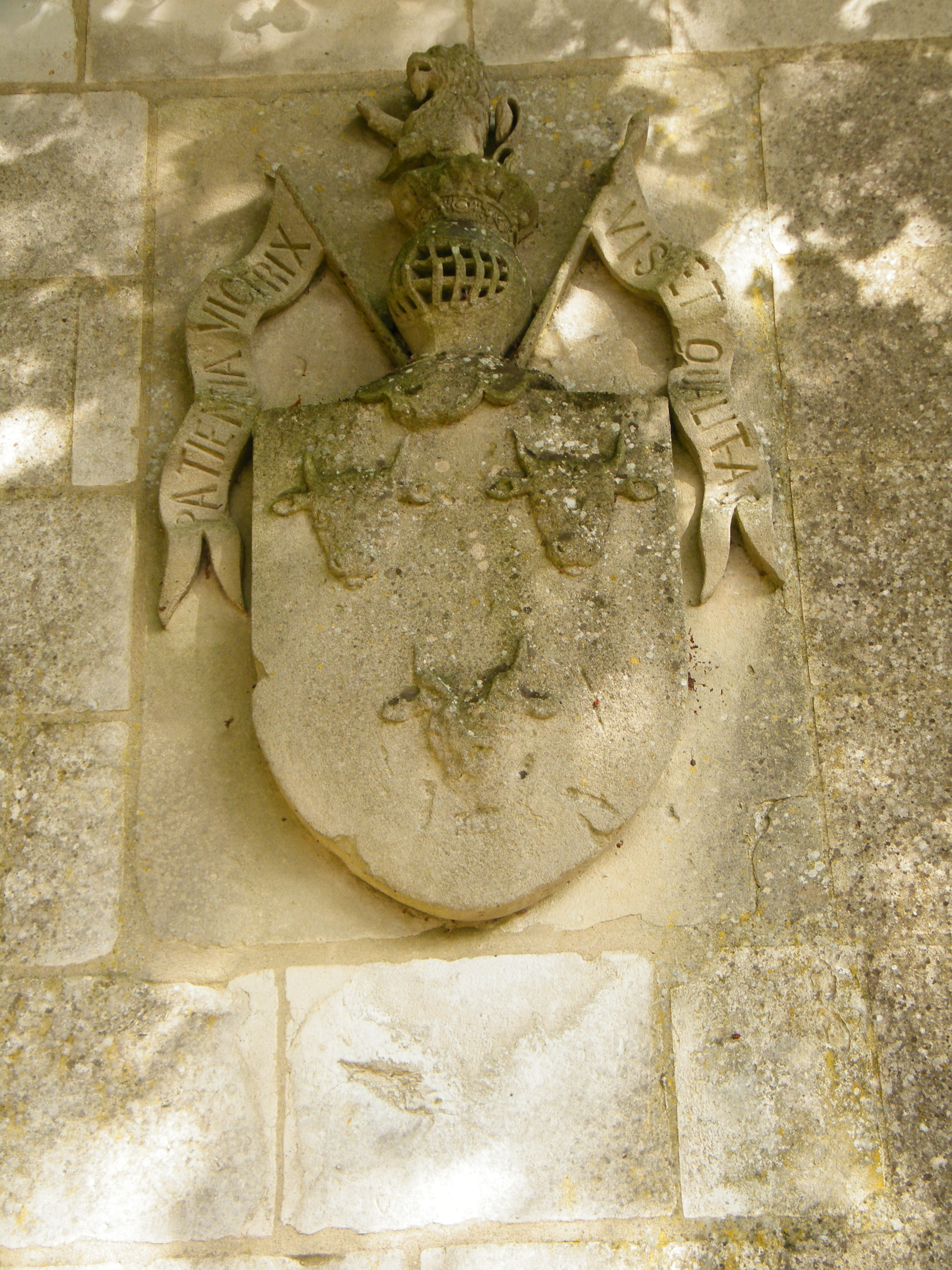
Armoiries.
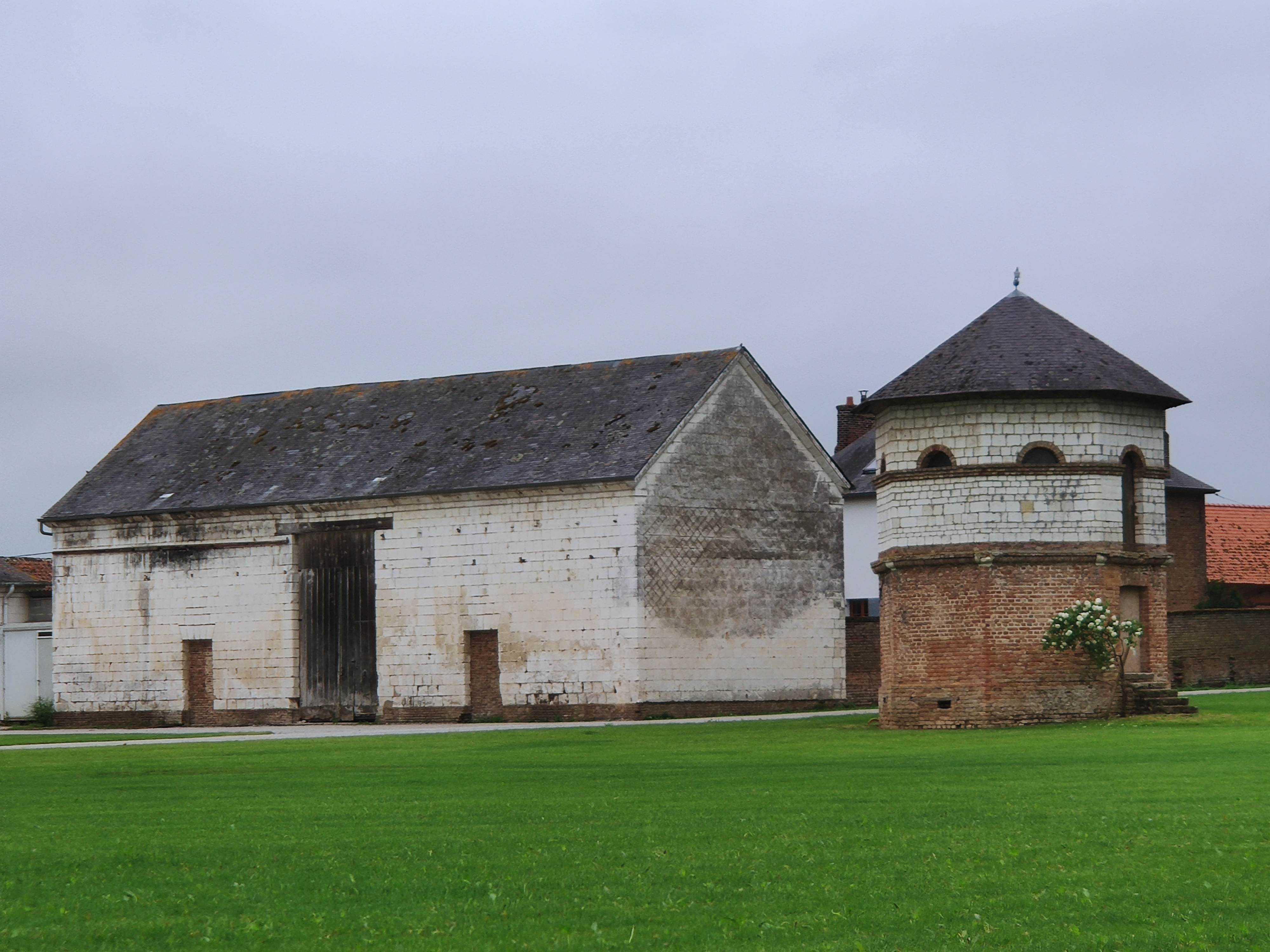
Les communs.